# 경휘옹주
경휘옹주(慶徽翁主, ? ~ 1525년 2월 6일(음력 1월 5일)))는 조선의 왕족으로 성종의 9녀이자 서8녀이며 어머니는 숙용 권씨이다.

## 생애

### 출생
경휘옹주의 이름은 정복(貞福)이며, 성종과 숙용 권씨의 딸로 태어났다. 강원도 강릉에 소재하는 《왕녀정복태실비(王女貞福胎室碑)》의 새겨진 명문에 의하면 '홍치 2년(1489년) 9월 29일 10시에 비석을 건립했다.'는 기록만 있을 뿐 언제 태어났는지는 기록되어 있지 않다.
통상 태실비는 왕의 자녀들이 태어난 해나 태어난지 2~3년 후에 세우는 관례를 비추어 본다면 경휘옹주는 적어도 1489년에 태어났거나 혹은 그 이전에 태어났을 것이다. 바로 위의 언니인 숙혜옹주가 1486년에 태어난 점을 미루어 볼 때, 경휘옹주는 1486년에서 1489년 사이에 태어났을 것으로 추측된다.

### 혼인 이후
경휘옹주는 부사 윤승세의 아들 영원위(鈴原尉) 윤내(尹鼐)에게 하가하여 1남을 낳았다. 실록에는 경휘옹주와 관련한 기록은 없고, 남편인 영원위 윤내의 기록이 나오는데 윤내의 성질이 경망하며 여러 가지 물의를 일으키니 처벌하라는 대신들의 주청과 관련된 기록이다.
1525년(중종 20년) 1월 5일 사망하였다.

## 가족 관계
| - 아버지 : 성종(成宗, 1457~1494) - 어머니 : 숙용 권씨(淑容 權氏, 생몰년 미상) | - 시아버지 : 윤승세(尹承世) - 시어머니 : 의령 남씨(宜寧 南氏) - 성종의 후궁 귀인 남씨의 언니 - 부마 : 영원위(鈴原尉) 윤내(尹鼐, ?~1552) - 장남 : 충의위(忠義衛) 윤희로(尹希老) - 며느리 : 고령 신씨 - 판서(判書) 증 참찬(贈 參贊) 신공제(申公濟)의 딸 - 손녀 : 윤탑송(尹榻松, 1524 ~ ?) - 손자 : 윤숭복(尹崇福, 1526 ~ ?) - 손자 : 윤숭록(尹崇祿, 1529 ~ ?) - 손녀 : 윤예은(尹禮殷, 1536 ~ ?) |